# Forró mezők (film, 1979)
A Forró mezők Móricz Zsigmond azonos című regényéből 1979-ben készült tévéfilm, melynek rendezője Hajdufy Miklós. Készítette a Magyar Televízió a MAFILM közreműködésével.

## Ismertető
Avary László és neje, Vilma vidéki birtokukon élnek, viszonyuk azonban nem felhőtlen. Avary egy másik nőnél keresi a boldogságot, mivel  felesége rideg természetű. Ám a férj mégis féltékeny, ugyanis a környékbeliek mind a feleségébe szerelmesek, többek között a rendőrkapitány is. Avaryt figyelmeztetik, hogy amíg nem tartózkodott otthon, az ifjú dzsentri, Boldizsár Pista járt a feleségénél. Erre hazasiet, azonban mielőtt fegyvert fogna, valaki meglövi és erre holtan esik össze. A rendőrkapitány szeretné öngyilkosságnak beállítani az esetet, ezzel egyrészt az úri családot igyekszik megkímélni a botránytól, másrészt pedig Vilmának is kedvezni akar. Azonban Vilma nem juthat hozzá a nagy összegű életbiztosításhoz  öngyilkosság esetén. Ekkor Vilma bátyja kideríti, hogy a főkapitány a gyilkos, aki szégyenében önkezével véget vet életének. Vilma ezután szintén az öngyilkosságot választja.

## Szereplők
- Andai Györgyi
- Horesnyi László
- Andorai Péter
- Horváth Pál
- Baranyi László
- Jordán Tamás
- Bács Ferenc
- Koltai Róbert
- Bordán Irén
- Kránitz Lajos
- Dömsödi János
- Kun Tibor
- Fülöp Mihály
- Lencz György
- Galambos György
- Maszlay István
- Hajdú Endre
- Molnár Piroska
- Petzkay Endre[1]
- Tándor Lajos
- Sárosi Gábor
- Tóth Máté
- Simon György
- Végvári Tamás
- Sinkó László
- Victor Gedeon
- Sir Kati
- Vörös Eszter
- Szacsvay László
- Zách János
- Szombathy Gyula
- Zoltai Miklós